# Eupithecia tedaldiata
Eupithecia tedaldiata là một loài bướm đêm trong họ Geometridae.